# Leichtathletik-Weltmeisterschaften 2013/Teilnehmer (Island)
| Gelbes Symbol für Goldmedaillen mit stilisierten Olympischen Ringen | Graues Symbol für Silbermedaillen mit stilisierten Olympischen Ringen | Braundes Symbol für Bronzemedaillen mit stilisierten Olympischen Ringen |
| ------------------------------------------------------------------- | --------------------------------------------------------------------- | ----------------------------------------------------------------------- |
| —                                                                   | —                                                                     | —                                                                       |

Der Leichtathletik-Verband Islands stellte bei den Leichtathletik-Weltmeisterschaften 2013 in der russischen Hauptstadt Moskau eine Teilnehmerin.

## Ergebnisse

### Frauen

#### Sprung/Wurf
| Athlet             | Disziplin | Qualifikation | Qualifikation | Finale             | Finale             |
| Athlet             | Disziplin | Weite         | Platz         | Weite              | Platz              |
| ------------------ | --------- | ------------- | ------------- | ------------------ | ------------------ |
| Ásdís Hjálmsdóttir | Speerwurf | 57,65 m       | 21            | nicht qualifiziert | nicht qualifiziert |